# Gusari
 Ovo je glavno značenje pojma Gusari. Za druga značenja pogledajte Gusari (razdvojba).
Gusari (engleski corsairs ili privateers) za razliku od pirata koji su imali u cilj vlastite interese, naziv je za pljačkaše na moru koji su bili u službi grada u kojemu su živjeli. Gusarenjem su se koristile mnoge države i kraljevine kroz stoljeća. Gusari su mogli biti pirati ili civilni vlasnici naoružanih brodova. 
Za svoje napade su dobivali takozvana Kraljevska iliti Gusarska pisma (eng. Letter of Marque) koja su im dozvoljavala napade na trgovačke i ratne brodove one zemlje koja je trenutno u ratu sa zemljom koja im je izdala Gusarsko pismo. Pismo je onima koji su ga posjedovali jamčilo da u slučaju zarobljavanja neće biti obješeni kao pirati nego da će se prema njima odnositi kao prema ratnim zarobljenicima koji će biti pušteni uz otkup ili razmjenu. Pismom bi se oni koji su ga dobili također obvezali da će dio plijena koji steknu bez naknade predati zemlji koja im pruža zaštitu. Tijekom mnogih ratova europskih nacija koje su posjedovale kolonije na Karibima mnogi pirati su iskorištavali priliku da uzmu Pismo, postanu gusari, te se tako spase sudbine vješanja i zakonito steknu plijen. Tijekom borbi gusari su na svojim brodovima isticali zastave zemalja koje im pružaju zaštitu, a od 1694., po naredbi Britanskog Admiraliteta, engleski gusari su uz nju isticali i potpuno crvenu zastavu. Završetkom ratova gusari bi ostajali bez posla pa su često prelazili u pirate i napadali sve brodove, pa i one svojih bivših zaštitnika. Tijekom mirnih vremena gusari su ponekad bili slani u lov na pirate. U govornom engleskom, riječ privateer ne označava samo gusara kao osobu nego može označavati i gusarski brod.

## Gusarenje kroz povijest

### Gusari Jadranskog i Sredozemnog mora
Pojedina hrvatska plemena bavila su se gusarstvom u srednjem vijeku, i pojedina područja su bila poznata po gusarstvu: područje Neretve (Neretvanski gusari), Omiš (Omiški gusari), Senj (Senjski uskoci). Hrvatski vladari i velikaši koristili su se gusarstvom kao dodatnim izvorom prihoda napadajući venecijanske i kasnije turske trgovačke brodove, što je bila norma u tom vremenu. Ulcinj je bio grad Turskih gusara. Oni su imali baze diljem sjeverne Afrike. Najveća baza im je bio Alžir, a najveći od svih turskih gusara bio je Hajreddin Barbarossa (1478. – 1546.).

### Gusarenje na svjetskim morima od 16. do 19. stoljeća
U razdoblju od 16. do 19. stoljeća gusari su mnogo puta dokazali svoje pomorske i borbene sposobnosti. Najpoznatije i najraširenije gusarenje u 16. stoljeću bilo je organizirano od Kraljevine Engleske pod vladavinom kraljice Elizabete I. Engleski su gusari s velikim uspjehom napadali španjolske galijune s blagom na Karibima i uz obale Španjolske što je nanosilo velike gubitke španjolskoj ekonomiji. Najpoznatiji gusari u službi Engleske su bili Francis Drake (1540. – 1596.) i Henry Morgan (1635. – 1688.). Francuski gusar René Duguay-Trouin je 1711. osvojio Rio de Janeiro. Tijekom francuske revolucije francuski gusari su zarobili ili potopili 5500 britanskih trgovačkih brodova dok su britanski gusari zarobili ili potopili 1000 francuskih trgovačkih brodova. U tim vremenima, na gusare se gledalo kao na neku vrst pirata gentlemana jer su djelovali na slične načine kao i pirati. Baš zbog toga mnogi nisu voljeli gusare iako su se oni borili za njihove države. Britanski admiral Horatio Nelson je 1801. u jednom pismu britanskom Admiralitetu izjavio:"Zar da poštujem ove naše gusare iako sam duboko uvjeren da oni, uz nekoliko časnih iznimaka, nanose sramotu svojoj zemlji? Mislim da bi poslije ovog rata njihovo postojanje trebalo onemogućiti pod svaku cijenu, jer oni su u svim dijelovima svijeta počinili tako strašna razbojništva da je istinski sramotna zemlja koja ih podnosi". Manje je poznato da je i Giuseppe Garibaldi 1837./38. gusario u službi pokrajine Rio Grande koja se proglasila "republikom" i pobunila protiv središnjih brazilskih vlasti. Gusarenje je kao zakonit oblik ratovanja ukinuto Pariškom deklaracijom 16. travnja 1856. godine. Od tada, napad na moru smije izvršiti samo ratni brod.

### Gusari u američkoj povijesti
Tijekom Američkog rata za nezavisnost američki pobunjenici su se koristili gusarenjem protiv Britanaca. Poznato je i da je George Washington bio vlasnik jednog gusarskog broda. Tijekom rata Amerikanci su gusareći zarobili ili uništili 600/700 britanskih brodova. Za američke gusare je jedini problem bio što Britanci američke pobunjenike nisu smatrali ratujućom stranom nego odmetnicima i u slučaju zarobljavanja bili bi obješeni poput pirata. U tom ratu najviše se kao gusar proslavio John Paul Jones, Škot koji se borio na strani Amerikanaca i gusario protiv Britanaca. Tijekom američko-britanskog rata 1812. – 1814. na američkoj strani se istakao gusar Jean Lafitte kada je pripomogao obrani New Orleansa od daleko nadmoćnijih britanskih snaga. Tijekom Američkog građanskog rata, Konfederacija (Jug) se obilno koristili gusarskim brodovima koji su djelovali protiv trgovačkog brodovlja Unije (Sjevera).